# 解敏
解敏，河南阳武（今原阳）人，明朝进士、政治人物。
解敏性情刚强，好学聪慧。洪武十八年（1385年），解敏中乙丑科二甲第九十一名进士，后升任浙江按察使，政绩卓然。